# Electromagnetica (album)
Electromagnetica este cel de-al doilea album de studio al formației românești de rock alternativ The Amsterdams, ce a fost lansat în mod oficial pe data de 31 martie 2011 și pe 1 aprilie în variantă digitală. Titlul provine de la fabrica Electromagnetica din cartierul bucureștean Rahova, în incinta căreia repetă formația. Materialul a fost înregistrat parțial în Next Dog Studio, masterizat de Harris Newman, care a lucrat și cu Wolf Parade și Arcade Fire și produs de Electric Brother.
Pe album apare ca invitat Dan Boeckner (Wolf Parade, Handsome Furs), ce cântă la chitară pe piesa „This Burial Ground's for Two”.
Coperta este concepută de Irina Stănciulescu (Monochrome/Color Nurse), și înfățișează un bibelou de porțelan reprezentând o gâscă, considerată de formație drept mascota albumului.
Ca lirică, albumul are o tentă ușor mai întunecată decât Adolessons, cu aluzii frecvente la moarte, unele directe (precum în „Apologies”, care este povestea unui accident de mașină, văzut chiar prin ochii victimei, sau în „Three Is a Crowd”, istoria unui menage-a-trois care se sfârșește cu o crimă), altele cu tentă metaforică („This Burial Ground's for Two”). Nu lipsesc nici elementele cu tentă locală. Spre exemplu, piesa „Coalmine” este despre mineriada din vara anului 1990. Andrei Hațegan a specificat într-un interviu că versurile melodiei au avut ca sursă de inspirație povestea unui prieten jurnalist, al cărui unchi fusese bătut în stradă de mineri, deoarece purta barbă și avea aer de intelectual. O altă piesă din această categorie este „Kids in the Garden”, despre care Hațegan declara:

„...are ca temă inundațiile foarte puternice care au fost acum câțiva ani pe la noi. Nu știu detalii, n-am verificat. Pur și simplu mi-am imaginat cum ar fi povestea asta într-un context cu copii și cu familii.”

Albumul marchează însă o schimbare vizibilă la nivel de sunet, prin introducerea unor mai pronunțate influențe electronice. Referitor la acest aspect, Augustin Nicolae declara:

„... s-a întâmplat să explorăm și pe partea asta electro, probabil și pentru că e cu ceva mai mult catch. Noi am explorat și partea acustică, am susținut concerte acustice, iar playlist-ul îl putem face aproape în întregime acustic. Dar partea asta electro e clar că se potrivește mai bine în concerte și, atunci, am mai luat o clapă, un drum machine, iar încet-încet, instrumentele astea s-au inserat pe toate piesele de pe noul album.”

## Lista melodiilor
1. „Kids in the Garden” - 4:36
2. „Apologies” - 4:46
3. „Country Holiday” - 3:04
4. „On the Run” - 3:16
5. „Island of Love” - 4:05
6. „Part of It” - 4:11
7. „This Burial Ground's for Two” - 3:59
8. „Telescope” - 4:12
9. „Coalmine” - 4:18
10. „Three Is a Crowd” - 5:58

## Recenzii
Charlie Brown de la The Music Critic scria că piesa „Kids in the Garden” are „un refren... în genul Arcade Fire”, notând drept principale componente ale sunetului „chitara energică și sunetele catchy ale sintetizatorului ce se împletesc și te atrag”, și spunând despre formație „cu un pic de noroc, e doar o problemă de timp până când vor izbuti să se facă cunoscuți”. Singurul punct slab al albumului, în opinia lui Brown, era reprezentat de copertă.
O recenzie favorabilă a apărut și pe site-ul Penny Black Music, unde Adrian Huggins menționa „Electromagnetica este un album destinat să ducă trupa mai departe. Conține o maturitate reală și un sens de identitate. Influențată puternic de sunetul indie rock și new wave, formația are o modalitate gentilă și răbdătoare în ceea ce privește scrierea pieselor. Folosesc obișnuitul mixaj de chitară, bas și tobe, pe care l-au cuplat cu o utilizare sensibilă și nu excesiv de entuziastă a sintetizatorului și cu efecte care să stimuleze sunetul ca întreg.” Ca influențe, site-ul îi cita pe Bloc Party, Death Cab For Cutie, Arcade Fire, Kings Of Leon și MGMT.
O altă recenzie, apărută pe site-ul Tastyfanzine descria ascultarea albumului drept „o experiență memorabilă”, denumind The Amsterdams „cea mai bună formație nouă ce a ieșit la iveală din România”.